# 令计划
令计划（1956年10月22日—），本姓令狐，山西平陆人，原中国共产党和中华人民共和国政治人物，原副国级领导人。1976年6月加入中国共产党，湖南大学工商管理专业在职研究生毕业，工商管理硕士学位。中共第十六届中央委员会候补委员，第十七屆中央委員、中央书记处書記，第十八届中央委员。曾经在中共中央总书记胡锦涛任内担任中共中央办公厅主任。2012年9月，被免去中办主任之职，转任中共中央统战部部长；2013年“两会”上，当选为第十二届全国政协副主席。
2014年12月22日，中共中央纪委发布通告称，令计划因涉嫌严重违纪，正在接受中共的组织调查；12月31日，被免去中共中央统战部部长职务。此后，又在2015年2月28日被罢免第十二届全国政协副主席职务并撤销全国政协委员资格。他被指是神秘政商联盟组织“西山会”的首脑和发起人，在他被查之前，山西省已有多名与他相关的高级官员因贪腐而遭到调查。7月20日，中共宣布开除令计划的党籍和公职；同日，最高人民检察院以涉嫌受贿罪对其立案侦查并予以逮捕。2016年5月13日，令计划受贿、非法获取国家秘密、滥用职权案由最高人民检察院侦查终结，经依法指定管辖后，移送天津市人民检察院第一分院审查起诉，天津市人民检察院第一分院依法向天津市第一中级人民法院提起公诉，6月7日举行了不公开审理，7月4日因受贿罪、非法获取国家秘密罪、滥用职权罪被判处无期徒刑。令计划是中共十八大以来被调查的第二位在职副国级领导人，也是1949年中华人民共和国成立以来首位被查办及唯一一位没有担任过中共中央政治局委员的中共中央办公厅主任。 

## 生平经历

### 早年经历
令计划1956年10月出生于陕西临潼，其父令狐野曾是一名醫生，1930年代末在延安加入中國共產黨，曾任延安卫生材料厂副厂长，据称和同为山西籍的老鄉薄一波相熟。1962年，令狐野带领全家妻儿老小解甲归田。
令狐野有六名子女，长女令狐桂英是令狐野和第一任妻子所生，已于2009年去世，本人生前和其父及其异母弟妹关系疏远，其后人亦然。令狐野後來和第二任妻子王黎明再婚生育五名子女：令方针、令政策、令狐路线、令计划和令完成。據說，令狐野愛看報紙，把當時5個時髦、見報率較高的詞彙給子女起名；另一说是，父亲因為對中国共产黨充滿了熱情，他根據黨的哲學思想給孩子們起名。
幼年时的令计划，长相与性格都更像母亲。据报道引述其家乡的老人们回忆，称赞令“机灵、好学、嘴巴甜，见了长辈都是主动问好打招呼”。其某位小学科任老师亦称赞令计划“作文写得好，经常在班里演讲”，常关怀同班中家境困难的同学。而令父令狐野管教十分严格，但对四子令计划颇为得意。1971年，令计划升入常乐中学一班，成为办学恢复后的首批高中生。高中阶段，令计划展现出了较强的学习能力和组织能力，但是穿着简朴，气质低调稳重。1972年12月，令计划高中毕业。因其为城市户口，他以知青身份在本村下乡，在公社农机站当车工。不久，令计划被招入平陆县印刷厂，成为印刷工人。令计划仍旧保持低调姿态，工作之余选择看书、练字。令计划在县印刷厂工作时的师傅称赞其“眼勤手快、小心谨慎”。1975年6月，令计划成为了平陆团县委干事（在此期间于1976年6月加入中国共产党），一年后升为团县委副书记。1978年12月，调往中共运城地委工作。1979年，共青团中央在全国选拔人才，23岁的令计划被安排到团中央宣传部工作，担任团中央书记处书记高占祥的秘书。这样的起步，为令计划日后担任高层要职，奠定了重要基础。
但《财新》记者调查知情人发现：令计划履历有假。令计划在平陆团县委工作期间的上司梁增华的日记显示，令计划是一直在当地工作了约四年时间，1978年去中央团校学习后，直接留在团中央工作。

### 官场经历
1983年8月起，令计划在共青团中央下属的中央团校（现中国青年政治学院）政教专业学习，此时的团中央负责人为王兆国，在学校老师眼中，令计划的口碑较差；1985年7月，升任团中央宣传部理论处副处长。同一时期，令计划结识了自己后来的妻子谷丽萍，与令计划结婚后，谷从政法系统调到中央团校工作。令计划在团中央期间，除给王兆国短暂当过秘书外，大部分时间从事宣传工作。此时胡锦涛担任共青团中央第一书记。自1988年6月起，令计划历任团中央书记处办公室主任、共青团中央办公厅副主任、《中国共青团》主编、共青团中央宣传部部长等职。
1995年12月，在团中央工作了十多年的令计划，调任中共中央办公厅，并出任调研室三组负责人；1998年6月，升任调研室主任；1999年12月，晋升中共中央办公厅副主任、兼调研室主任；胡锦涛接任中共中央总书记后，又兼任中央机构编制委员会委员，“胡锦涛总书记办公室”主任等职务。据媒体报道，令计划在中央决策中扮演重要角色，具体细致到安排胡锦涛何时收看《新闻联播》。

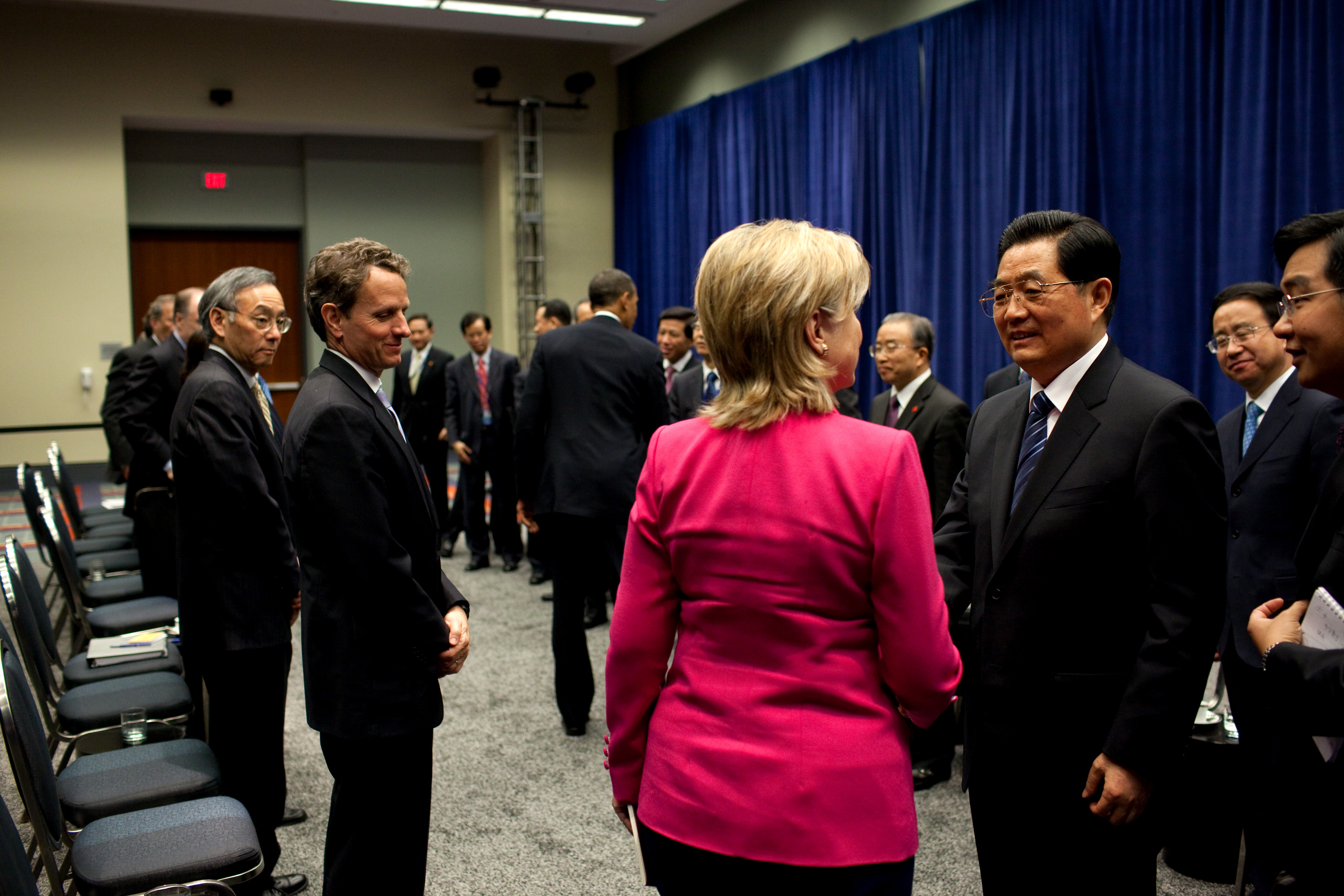
2010年4月12日，胡锦涛在华盛顿出席核安全峰会期间接受美国国务卿希拉里·克林顿的欢迎。胡锦涛身后即令计划。

2007年9月，中共中央宣布，任命令计划接替王刚出任中共中央办公厅主任；並於中共十七届一中全会上，出任中共中央書記處書記，成为党和国家领导人。2012年9月，接替杜青林，兼任中共中央统战部部长，不再兼任中共中央办公厅主任职务；并于11月中共十八大连任中央委员，但不再担任中央书记处书记。次年3月召开的第十二届全国政协第一次会议上，当选全国政协副主席（排位第二）。
据太阳報、蘋果日報、美國之音等媒体报道，令计划在任期间，善于运用爆料等手段，打击其他中共政治人物，包括江泽民、曾庆红等人，并制造冤案，迫害整垮了政绩和口碑颇佳的中共上海市委前书记陈良宇。此后令计划为达到个人的政治目的，伙同新四人幫结盟为政变朋党集团，该团伙意图通过政变推翻习近平及李克强接班并篡夺中共最高领导权，而这个政治团伙的核心，并不是周永康而是令计划，若这个团伙的政变成功，令计划将在2012年的中共十八大上取代习近平出任中国共产党中央委员会总书记，成为中华人民共和国最高领导人，最终他们的政治计划因王立军事件而破产。亦有消息指同属团派的原国家副主席李源潮为了升任总理与令计划结盟，以“令李体制”取代“习李体制”，问题是至2012年中共十八大时令计划依旧连中共中央政治局委员都不是，且在中共党内排名还比较靠后，习近平和李克强在2007年的中共十七大后已成为中共中央政治局常委，而中国共产党党章规定中央委员会总书记必须从中央政治局常务委员会委员中产生，想在2012年的中共十八大上以令计划一个非中共中央政治局委员的中共中央书记处书记兼中共中央办公厅主任取代已经是中共中央政治局常委同时兼任中共中央党校校长，中华人民共和国副主席和中央军委副主席的习近平任中国共产党中央委员会总书记可能性微乎其微。

### 儿子车祸及失势
2012年3月18日凌晨，令計劃的兒子令谷携两名女伴駕駛法拉利跑車，行至北京北四环保福寺桥东辅道时因暴雪天氣道路濕滑发生严重車禍，令谷当场死亡，两名女子身受重伤被送入医院抢救。《南华早报》爆料称，与时任中央政治局常委周永康关系密切的中石油高官蒋洁敏将数以千万元计的金钱从中石油集团汇进两名受伤女子的家属银行户口，让其封口。而就在此前的二天（3月15日），发生了薄熙来被免职事件，令车祸事件变得扑朔迷离。在原中共重庆市委书记薄熙来被免后的两天时间中，北京安全部队出现异动，也使得军事政变的传言在新浪微博等社区上流传。后来有报道称，是令计划出动了中共中央办公厅警卫局封锁车祸现场。亦有外國媒体称新四人帮图谋透过政变等方式阻挠习近平及李克强接班，或经由人事安排将习近平拉下马并以自己人取而代之，最终失败。令计划一度是2012年下半年举行的中共十八大中获得晋升的热门人选。然而，他却在十八大召开之前被调离中办主任职务，改任中共中央統戰部部長。法国《费加罗报》上的一篇文章认为，中央统战部部长这一职务传统上排名较低，因此这一任命显然不是仕途的晋升，更像是被搁置一旁。一位退休的中共高官则说，法拉利车祸事件令中共中央领导层感到難堪，认为是重大醜聞，因此令计划不能得到晋升，即便是总书记胡锦涛也无能为力。中共的官方媒體稱，令計劃「付出了極大的努力來掩蓋這場車禍」。《紐約時報》上的一篇文章認爲，這是「令計劃倒臺的開端」。果然，在十八大召开后，他未能当选中共中央政治局委员，成为自1949年中华人民共和国成立以来唯一一位未能进入中央政治局的中办主任。

### 涉嫌违纪和犯罪被查
北京时间2014年12月22日20时，中共中央纪委发布通告称，根据中共中央纪委、最高人民检察院、公安部在查办案件中发现的线索，中共中央政治局常委会召开会议，决定对令计划立案审查；同年12月31日，被免去中共中央统战部部长职务。2015年1月20日，全国政协主席会议提议免去令计划的全国政协副主席职务和全国政协委员资格，并在2月28日第十二届全国政协常委会第九次会议上获得通过。
2015年7月20日22时，中纪委网站发布消息称，中共中央政治局会议审议并通过中共中央纪委《关于令计划严重违纪案的审查报告》，决定给予令计划开除党籍、开除公职处分，对其涉嫌犯罪问题及线索移送司法机关依法处理。同日，最高人民检察院也发布消息，以涉嫌受贿罪对其立案侦查并予以逮捕。
2016年5月13日，令计划受贿、非法获取国家秘密、滥用职权案由最高人民检察院侦查终结，经依法指定管辖后，移送天津市人民检察院第一分院审查起诉，天津市人民检察院第一分院依法向天津市第一中级人民法院提起公诉。
2016年7月4日，令计划受贿、非法获取国家秘密、滥用职权案，经天津市第一中级人民法院一审，判处令计划无期徒刑，剥夺政治权利终身，并处没收个人全部财产。令计划案受贿金额为7,708多万元。

## 个人生活
少年时期，令计划虽然寡言少语，但从小学起就在班上读报，初中时负责采写和出版班上的黑板报，时常拿一等奖；在知青上山下乡的年代，也经常代表班级参加学校演讲。
早年，令计划的办公室里堆着厚厚的报纸，令计划就在上面练字。其同乡好友都认为，令计划之所以能顺利留在团中央，和他的演讲、书法水平有关。一位已经近80岁的运城当地书法家认为，当年令计划的硬笔书法甚至可能超过他。
去团中央后，令计划曾经回乡公开演讲，告诉年轻人如何学习上进，并称“要不忙可以教你们跳舞”。
令計劃對工作要求非常嚴格。令计划喜欢在晚上打乒乓球，以舒缓工作压力，打完后還會回辦公室繼續工作幾小時。他經常陪同胡錦濤正式出訪，照片卻很少見報。
老鄉抱怨令計劃当上大官後就忘了他们。但一位退休縣級官員表示，大家始終都會歡迎他回家，村中一条現代化高速公路是为他而建。

## 家族
令计划的家族关系如下：
祖父
- 令狐益三，中医[35]。

父母
- 父：令狐野，中共延安时期边区医疗系统干部，后回乡成为处级干部，2015年3月29日去世[35]。
- 母：王黎明，中共基层黨員，2015年3月20日去世[35]。

兄弟姐妹
- 令方针，令计划大哥，1977年从部队复员后，在擦玻璃时从高处坠落丧生[35]。
- 令政策，令计划二哥，山西省政协原副主席，2014年6月19日被调查[37]，2016年被判处有期徒刑12年半。
- 令狐路线，令計劃之姐，山西省运城市中心医院副院长[38]。
- 令完成，令计划四弟，化名王诚，有传闻指其身在美国并握有大量机密资料，亦有港媒报道其正接受调查，目前行踪成谜[39]。

妻子
- 谷丽萍，曾出任多家IT公司董事长、总经理，创办了公益组织“中国青年创业国际计划”，并被多家公司聘请为执行董事、顾问；曾任中国青少年宫协会副会长和秘书长。借“公益组织”之名收取诸多中外企业的贿金且借机逃税，完成权钱交易）[40][41][42]。另有華文海外媒體指其與央視主持人芮成鋼關係密切[43][44]。

儿子
- 令谷，化名王子云，时为北京大学在读研究生。2012年3月18日凌晨4点10分，驾驶法拉利跑车在行至北京保福寺桥东辅道时发生严重车祸，后死亡。[28][45][46]

其他亲属
- 孙淑敏，令方针遗孀，曾与其子令狐剑一同成立了一系列广告、公关、会展公司，称作“强势纵横集团”，先后入股公司有10个[47]。
- 王健康，令狐路线之夫，运城市分管交通、住建的副市长，已接受官方调查[48]。
- 李平，令完成之妻，（山西大同人，毕业于山西省雁北艺校歌舞班。前中央电视台主持人，乐视网信息技术（北京）股份有限公司早期大股东、前高管之一李军（2014年9月被带走调查[49]）的大姐。2014年11月遭到调查[50]。李平还曾是周永康二婚妻子贾晓晔的父亲贾丙文在山西省雁北艺校的同事。李平在嫁给令完成之前有过一段婚姻，并育有一女[51]。
- 谷源旭，谷丽萍之弟，黑龙江省公安厅原党组成员、副厅长，已被带走调查[52]。
- 羅芳華，谷源旭之妻，中央電視台財經頻道製片人，已被帶走調查[53]。
- 令狐剑，令方针之子，后被令计划收为养子，2014年10月出走美国[54]。
- 令狐燕，令方针之女，后被令计划收为养女。

## 其他相关人物

### 传闻女性
- 冯卓，中央电视台时政要闻部副主任，自2014年9月起长期失联[55][56]。
- 据报道，与令计划来往的女性有27名之众，而且与7名建立了定期同居关系；还生了5名随母姓的孩子。[57]

### 政界人脉
- 胡锦涛（前中共中央总书记、国家主席、中央军委主席）：令计划属于胡锦涛之共青团派，并长期任中共中央办公厅主任。
- 周永康（前中共中央政治局常委、中央政法委书记）：在令计划之子车祸发生后据传与令达成协议，帮助其掩盖丑闻。
- 徐才厚（前中共中央政治局委员、中央军委原副主席）：传闻中同为“新四人帮”的成员。
- 郭伯雄（前中国人民解放军主要领导人之一）：徐才厚去世後的接班人。
- 李源潮（前中共中央政治局委员、曾任国家副主席）：与令计划同属团派，传闻为了升任总理与令结盟。

### 山西帮
- 丁羽心（原名丁书苗，1954年生于山西晋城，原中国铁道部部长刘志军的掮客、金主，西山会埋单者。2014年12月16日因行贿、非法经营两罪被判处有期徒刑20年）
- 令政策（令计划二哥，山西省政协原副主席，后接受调查）
- 陈川平（中共山西省委原常委、太原市委书记，与令政策、令完成私交甚笃，令谷出事时所乘法拉利跑车系其所赠，2014年8月落马）
- 申维辰（曾任中共山西省委常委、太原市委书记，2014年4月落马）
- 金道铭（中共山西省委原副书记、省人大副主任，2014年2月落马）
- 杜善学（中共山西省委原常委、副省长，2014年6月落马）
- 刘铁男（山西籍贯高官，国家发改委原副主任，国家能源局原局长，2013年5月落马）
- 王茂设（中共运城市委原书记，2014年6月落马）[58]

### 向其行贿者
- 楼忠福（浙江广厦控股集团有限公司董事局主席，送给令计划及其妻谷丽萍1465万余元）
- 崔晓玉（四川维德通信技术有限公司董事长，送给其妻谷丽萍1438万元）
- 潘逸阳（内蒙古自治区原常务副主席，送给令计划及其妻谷丽萍761万余元）
- 北大方正集团有限公司（通过魏新送给其子令谷643万余元）
- 李春城（中共四川省委原副书记，送给其妻谷丽萍若干欧元，折合人民币89万余元）
- 白恩培（中共云南省委原书记，送给令计划人民币60万元）
- 霍克（中共中央办公厅秘书局原局长，既向其行贿，又助其非法获取国家秘密)